# جایزه ورزشکاری ان‌بی‌ای
جایزه ورزشکاری ان‌بی‌ای (انگلیسی: NBA Sportsmanship Award) جایزه سالانه ای که توسط انجمن ملی بسکتبال به بازیکن نمونه با آرمان های ورزشکاری با فاکتور رفتار اخلاقی، انصاف، و صداقت داده می شود. گرانت هیل با سه جایزه رکورد دار است.

## برندگان
| ^          | به معنای این است که بازیکن هنوز در ان‌بی‌ای فعال است  |
| *          | برای تالار مشاهیر بسکتبال انتخاب شده‌است             |
| بازیکن (X) | نشان دهنده تعداد دفعات دریافت جایزه توسط بازیکن است |

| فصل     | بازیکن           | پست          | ملیت                | تیم                   | منبع   |
| ------- | ---------------- | ------------ | ------------------- | --------------------- | ------ |
| 1995–96 | جو دومارس*       | گارد         | ایالات متحده آمریکا | دیترویت پیستونز       | [ ۱ ]  |
| 1996–97 | Terrell Brandon  | گارد         | ایالات متحده آمریکا | کلیولند کاوالیرز      | [ ۲ ]  |
| 1997–98 | Avery Johnson    | گارد         | ایالات متحده آمریکا | سن آنتونیو اسپرز      | [ ۳ ]  |
| 1998–99 | هرسی هاوکینز     | گارد         | ایالات متحده آمریکا | سیاتل سوپرسانیکس      | [ ۴ ]  |
| 1999–00 | Eric Snow        | گارد         | ایالات متحده آمریکا | فیلادلفیا سونتی‌سیکسرز | [ ۵ ]  |
| 2000–01 | دیوید رابینسون*  | سنتر         | ایالات متحده آمریکا | سن آنتونیو اسپرز      | [ ۶ ]  |
| 2001–02 | استیو اسمیت      | گارد         | ایالات متحده آمریکا | سن آنتونیو اسپرز      | [ ۷ ]  |
| 2002–03 | ری آلن*          | گارد         | ایالات متحده آمریکا | سیاتل سوپرسانیکس      | [ ۸ ]  |
| 2003–04 | P. J. Brown      | سنتر/فوروارد | ایالات متحده آمریکا | نیو اورلینز هورنتس    | [ ۹ ]  |
| 2004–05 | گرانت هیل*       | فوروارد      | ایالات متحده آمریکا | اورلندو مجیک          | [ ۱۰ ] |
| 2005–06 | التون برند       | فوروارد      | ایالات متحده آمریکا | لس آنجلس کلیپرز       | [ ۱۱ ] |
| 2006–07 | لوال دنگ^        | فوروارد      | بریتانیا            | شیکاگو بولز           | [ ۱۳ ] |
| 2007–08 | گرانت هیل* (۲)   | فوروارد      | ایالات متحده آمریکا | فینیکس سانز           | [ ۱۰ ] |
| 2008–09 | چانسی بیلاپس     | گارد         | ایالات متحده آمریکا | دنور ناگتس            | [ ۱۴ ] |
| 2009–10 | گرانت هیل* (۳)   | فوروارد      | ایالات متحده آمریکا | فینیکس سانز           | [ ۱۰ ] |
| 2010–11 | استفن کری^       | گارد         | ایالات متحده آمریکا | گلدن استیت واریرز     | [ ۱۵ ] |
| 2011–12 | جیسون کید*       | گارد         | ایالات متحده آمریکا | دالاس ماوریکس         | [ ۱۶ ] |
| 2012–13 | جیسون کید* (۲)   | گارد         | ایالات متحده آمریکا | نیویورک نیکس          | [ ۱۷ ] |
| 2013–14 | Mike Conley^     | گارد         | ایالات متحده آمریکا | ممفیس گریزلیز         | [ ۱۸ ] |
| 2014–15 | کایل کورور^      | گارد/فوروارد | ایالات متحده آمریکا | آتلانتا هاکس          | [ ۱۹ ] |
| ۲۰۱۵–۱۶ | Mike Conley^ (۲) | گارد         | ایالات متحده آمریکا | ممفیس گریزلیز         | [ ۲۰ ] |
| 2016–17 | کمبا واکر^       | گارد         | ایالات متحده آمریکا | شارلوت هورنتس         | [ ۲۱ ] |